# Store (ätt)
Store, tidigare Storar, är en svensk adelsätt med medeltida anor, utslocknad sedan 1600-talet. Vid organiseringen av Riddarhuset 1625 fick den nummer 46 bland de obetitlade adelsättarna, senare ändrat till nummer 79. Ätten utslocknade under 1600-talet.

## Vapnet
Storeättens medlemmar har fört en rad olika vapen. Tidigare generationer förde bara en sparre, senare infogades en sexuddig stjärna efter ingifte i en ätt som förde en sådan utan sparre. Christina Tordsdotter, dotter till Tord Svensson, förde enligt Erik Gustafsson (Stenbock)s antavla på Torpa en förgylld Sparre och därunder en sjuuddig silverstjärna i svart fält. Peder, eller Per Carlsson förde en femuddig stjärna, vilket förfaller att ha blivit det slutgiltiga, "Sparre över 5-uddig stjärna", vilket liknar Torpa-ättens Sparre över stjärna, som emellertid hade 6-uddig stjärna.

## Historia
Enligt den traditionella Riddarhusgenealogin, som återges av Anrep, härstammade Store-ätten från den av historiker omtvistade Joar Blå (1200-talets första hälft) och inkluderade i sig de mera kända Aspenäs- och Torpaätterna. Enligt Elgenstierna är dessa uppgifter felaktiga. 
Den egentliga Store-ätten tillhörde lågfrälset och hade besittningar i Kinds härad i södra Västergötland, idag i Svenljunga och Tranemo kommuner. Ätten är känd genom sex generationer, men många ättmedlemmar är endast kända till namnet.
Säkra upplysningar föreligger enligt Elgenstierna först med  Sven Store, som förekommer i ett egendomsdokument och som antagligen levde år 1434. Hans sondotter Christina Tordsdotter, var först gift med 
Brynte Bertilsson (Lilliehöök)  och i ett andra gifte med Peder Eriksen Urup och är nämnd med sin vapensköld på en antavla för Erik Gustafsson (Stenbock). I Torpa stenhus hängde en antavla målad på duk med små fyrkantiga skyltar föreställande namn, porträtt och vapensköld från 32 uppräknade förfäder, intill femte led, till Erik Gustafsson. Tavlan tros ha tillverkats kort tid efter Erik Gustafssons död.
Sven Store sonsonson Carl Tordsson bevistade Västerås riksdag 1527, nämns som rusthållssskyldig på 1530-talet. beseglade bland Gustav Vasas testamene 1560 och levde ännu 1571. Han bebodde gården Högalid i Ambjörnarps socken. Carl Tordssons son Peder Carlsson var i slottsloven på Gullbergs fästning 1573 och dog före 1598.  Dennes son Magnus Pedersson Store var ättens huvudman, då den 1625 introducerades på Riddarhuset med namnet Storar. 
Ätten utslocknade på manssidan med Magnus Pedersson Stores ende överlevande son Per, som står som "mindre vetande" och som dog ung efter 1657.

## Galleri

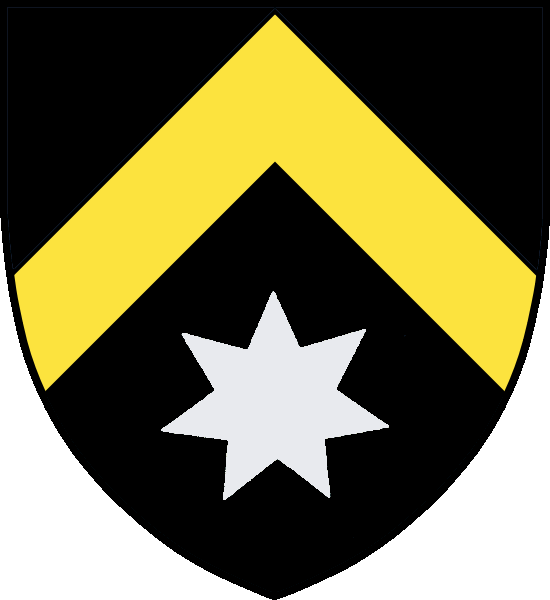
Vapensköld för Christina Tordsdotter, dotter till Tord Svensson (enligt Erik Gustafsson (Stenbock)s antavla på Torpa)
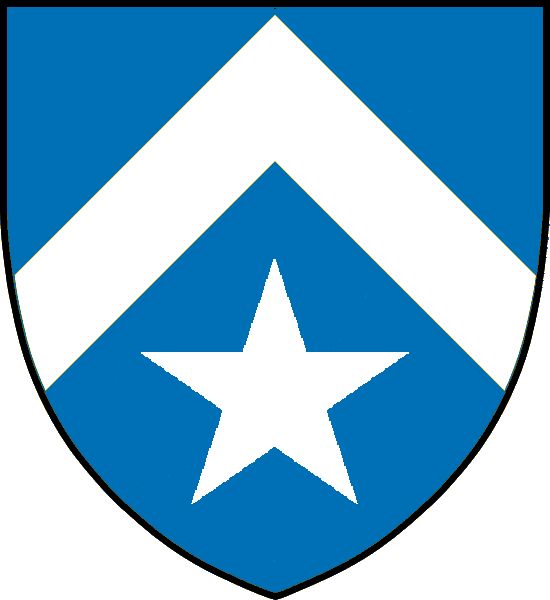
Det slutliga vapnet: Sparre över 5-uddig stjärna